# マジェスティック級航空母艦
マジェスティック級航空母艦 (Majestic class aircraft carrier) は、イギリス海軍が建造した航空母艦。当初はコロッサス級の一部として建造予定であったが、より重量のある航空機を運用するため設計が変更された。
マジェスティック級はイギリス海軍では運用されず、1隻を除いて全艦が売却された。

## 歴史
コロッサス級は当初16隻の建造が計画されていたが、そのうち10隻が当初の設計通りに建造された。残りの6隻は設計を改変したマジェスティック級として完成し、コモンウェルス諸国に売却された。
設計はイラストリアス級航空母艦を基にしているが、建造を迅速化しコストを削減するため、規模を縮小し他の部分も改変されている。そのため、イラストリアス級で採用されていた装甲飛行甲板は省略され、推進システムは最大速度25ノットに設計され、防御兵装も削減された。
これらの艦は1943年初頭から建造が開始され、いずれの艦も太平洋戦争の戦闘には参加できなかったが、一部は朝鮮戦争で運用された。
同クラスの最終艦であるINS「ヴィクラント」は、1997年までインド海軍で運用されていた。

## 姉妹艦
| 艦番号 | 艦名                             | 起工            | 進水            | 就役                 | 退役                 | 備考                                                                                           |
| ------ | -------------------------------- | --------------- | --------------- | -------------------- | -------------------- | ---------------------------------------------------------------------------------------------- |
| R49    | ハーキュリーズ HMS Hercules      | 1943年 11月12日 | 1945年 9月22日  | 1961年 3月4日        | 1997年 1月31日       | 1957年1月、インドに売却され、ヴィクラント(Vikrant) として竣工。第三次印パ戦争に参戦。          |
| R97    | レヴァイアサン HMS Leviathan     | 1943年 10月18日 | 1945年 6月7日   | スクラップとして廃棄 | スクラップとして廃棄 | 進水はしたものの完成には至らず廃棄。                                                           |
| CVL-21 | マグニフィセント HMS Magnificent | 1943年 7月29日  | 1944年 11月16日 | 1948年 3月21日       | 1957年 6月14日       | カナダ海軍がウォリアー (HMCS Warrior) に代わる艦として購入。1956年に退役。                     |
| R21    | マジェスティック HMS Majestic    | 1943年 4月15日  | 1945年 2月28日  | 1955年 10月28日      | 1982年 6月30日       | 1947年にオーストラリアへ売却され、メルボルンとして竣工。1982年に退役し、中国で解体。           |
| CVL-22 | パワフル HMS Powerful            | 1943年 11月21日 | 1945年 2月27日  | 1957年 1月17日       | 1970年 7月3日        | 1952年にマグニフィセントの代艦としてカナダが購入。ボナヴェンチャーに改名し、1970年に退役した。 |
| R17    | テリブル HMS Terrible            | 1943年 4月19日  | 1944年 9月30日  | 1948年 12月16日      | 1973年 11月12日      | オーストラリアに売却され、シドニーとして就役した。1973年退役。                                 |